# Flugplatz Ceiba Doblada

i7
i11
i13
Der Aeropuerto de Ceiba Doblada (ICAO-Code: MSCD) ist ein Flugplatz in El Salvador.
Der Flugplatz besitzt eine unbefestigte Start- und Landebahn mit einer Länge von rund 1130 Meter. Der Flugplatz liegt 4 Kilometer östlich der Stadt Puerto El Triunfo an einem Seitenarm der Bahía de Jiquilisco in unmittelbarer Nähe zum Hafen Ceiba Doblada. Der Flugplatz wird von der Comisión Ejecutiva Portuaria Autónoma verwaltet und ist für Leichtflugzeuge der Klasse SEP, SET und MEP zugelassen.